# (31048) 1996 PO9
(31048) 1996 PO9 est un astéroïde de la ceinture principale d'astéroïdes découvert en 1996.

## Description
(31048) 1996 PO9 a été découvert le 11 août 1996 à Burlington, New Jersey (États-Unis), par Terry Handley.

### Caractéristiques orbitales
L'orbite de cet astéroïde est caractérisée par un demi-grand axe de 2,69 ua, un périhélie de 2,25 ua, une excentricité de 0,16 et une inclinaison de 13,67° par rapport à l'écliptique. Du fait de ces caractéristiques, à savoir un demi-grand axe compris entre 2 et 3,2 ua et un périhélie supérieur à 1,666 ua, il est classé, selon la JPL Small-Body Database, comme objet de la ceinture principale d'astéroïdes.

### Caractéristiques physiques
(31048) 1996 PO9 a une magnitude absolue (H) de 13,8 et un albédo estimé à 0,356.